# Ченду J-20
Ченду J-20 (кин: 殲撃二十型; енгл. Chengdu J-20) („Моћни змај“) је кинески двомоторни борбени авион, пете генерације. „Дискретан“ је, смањена му је уочљивост (енгл. stealth). То треба да му обезбеди теже откривање, праћење и „захват“ од стране противничких радара и других сензора, у току операција у ваздушном простору.
Полетео је је 11. јануара 2011. године. Постао је оперативан у марту 2017. а прва ескадрила у оквиру РВКНОА формирана је фебруара 2018. године.

## Развој
је произашао из развојно експерименталних програма, који су покренути крајем 90-их година прошлог века са кодним називом J-XX, са циљем добијања „невидљивог“ ловца пете генерације. Развијена су два експериментална прототипа, „2001-01“ и „2001-02“, са завршетком 2010. године. Испитивања затрчавања на земљи су извршена 22. децембра 2010. године, а обавештење је дато осам дана касније. Први лет у трајању од 20 минута, учињен је 11. јануара 2011. године. Подаци о развоју и карактеристикама авиона су веома оскудни.

## Контроверзе око првог пробног лета
Први лет се поклопио са посетом државног секретара САД за одбрану Роберта Гејтса Кини, и у Пентагону и званичним и медијима је интерпретирано да су ти догађаји међусобно повезани. Међутим, после сусрета са званичницима и председником Кине Ху Ђинтаом, секретар Гејтс је приметио: 
Цивилно руководство изгледа да је изненађено првим пробним летом. Уверили су ме, да то нема никакве везе са мојом посетом.
Неки посматрачи су сугерисали став да председник Ху своју неинформисаност о првом лету, ставља у контекст питања природе цивилне контроле кинеске војске. Међутим, познати аналитичари истичу да то не мора да значи, па чак и да високи званичници кинеског руководства највероватније нису ни одлучивали о првом лету, па тако нису ни знали да ће он бити одржан баш на дан званичне посете. Ово се не може сматрати поузданим доказом да је постојала намера слања политичке поруке или подривања ауторитета председника Ху Ђинтаоа.
Одлуке у вези са производњом, развојем и испитивањем војних авиона су редован посао научно истраживачких и техничких структура инжењера, а оперативне одлуке доносе званичници нижег нивоа од цивилног и војног врха државе. У прилог са тиме иде и чињеница да је тај догађај релативно слабо покривен у кинеским медијима.

## Пројекат
Ј-20 је двомоторни једносед, нешто је већи и тежи авион од руског Сухоја ПАК ФА и америчког F-22 Раптора. Процењује се да му је маса дужина 23 метра, а распон крила 14 метара. Очекује се максимална маса у полетању од 34 до 36 тоне, са унутрашњим теретима. Погон прототипа је са два руска мотора, Сатурн 117С, укупног потиска од 155 kN. Кинески извори тврде да ће погон обезбеђивати два двопроточна мотора високе класе са потиском од 190 kN, и са управљањем вектора потиска. Пентагон тврди да је кинески развој мотора проблематичан и мораће се ослонити на руску испоруку.
Кинески извори тврде да авион испуњава стандарде пете генерације ловачких авиона. Биће у стању да развије надзвучну брзину и без укључивања допунског сагоревања мотора, да маневрише са великим фактором преоптерећења, опремљен је са напредном електроником, дискретан (неприметан) је и вишенаменски је са могућношћу полетања са кратких стаза.
Према извештајима светских медија, прототип Ченду Ј-20 има руски мотор са Су-35С. Међутим, према фотографијама са првог лета прототипа, постала је оправдана претпоставка да су ипак уграђена два кинеска мотора ВС-10Г? Већина остварених тактичких и техничких карактеристика, остаје мистерија. Очигледно је да Ченду Ј-20 умногоме асоцира на мешавину америчког F-22 Раптора и руског МиГ 1.44 (бивши конкурент авиону Сухој ПАК ФА).
Вероватно ће Ј-20 имати слабије перформансе и агилност у маневру од Раптора и Сухоја, али могуће да ће имати веће залихе оружја и носиће више горива. Ј-20 има дужи и шири труп, што може бити оправдање за ту претпоставку. Има ниско спуштен усисник ваздуха, делта крило, канард конфигурацију, капљаст облик поклопца кабине, конвенционалну округлу млазницу и целообртна два вертикална репа. Предњи део Ј-20 веома личи на Раптора а остали делови на МиГ 1.44 и Сухој ПАК ФА.
Амбициозни кинески пројекат може довести у питање њихово заостајање у технологији и искуствима са електричним командама лета, у који је амбициозно интегрисан и нападно навигацијски систем и управљање са моторима. Очекује се опремање са савременим радаром, са антеном са електронским скенирањем. Кабина би такође требало да буде опремљена интегрисаним управљачком показивачким системима. Широкоугаони показивачи у боји, на бази течног кристала.
Други прототип има моторе са дискретним млазницама, које емитују мањи топлотни одраз за противничке сензоре.

Амерички секретар за одбрану Роберт Гејтс је изјавио: 
Америчке обавештајне службе неоправдано потцењују кинеске могућности за развој борбених авиона.
Војни и ваздухопловни аналитичари шпекулишу са разним претпоставкама и поређењима овог кинеског авиона пете генерације са америчким и руским, при томе неки сумњају у кинеске технолошке, искуствене и друге ресурсе, дог други опомињу да је штетно и необјективно потцењивање.

## Производња и перспектива извоза
Претпоставља се да је Кина одбила да учествује у заједничком развоју и производњи нових ловаца пете генерације са Русијом, с обзиром да је вероватно Русија тражила веће учешће од њих. Кинески лидери су убеђени да имају бољи пројекат, од руског Сухоја ПАК ФА. Коментатор Иља Крамник тврди да је Кина и даље 10 до 15 година иза Америке и Русије у ваздухопловним технологијама, посебно у врхунској за ловце и вероватно неће бити у стању да производи напредне структуре од композитних материјала, авионику, сложене и софистициране сензоре. Излаз ће тражити у њиховом увозу. Уједно, он шпекулише да би Кина могла бити у стању да произведе Ј-20, по нижој цени за 50% до 80% од америчких и руских авиона пете генерације. Потенцијалне купце види у Пакистану, неким земљама Блиског истока, Латинске Америке, југоисточне Азије и у богатијим земљама у Африци. Коначно је нејасно, да ли је Ј-20 прототип или експериментални авион, демонстратор концепције, на основу чијих резултата испитивања следи развој прототипа?<ref

## Карактеристике
Авион је у развоју, наведене карактеристике су прелиминарне, пошто су процењене на основу доступних слика.
Опште карактеристике
- Посада: 1
- Дужина: 23
- Распон крила: 14
- Максимална маса у полетању: 34 013–36 281
- Потисак: 2хДвопроточна турбомлазна мотора са управљањем вектора потиска, укупно 155 kN. У серији би требало бити од 190 kN.[1]